# 2476 Андерсен
2476 А́ндерсен (1976 JF2, 1935 QH1, 1939 HD, 1973 YC3, 2476 Andersen) — астероїд головного поясу, відкритий 2 травня 1976 року.
Тіссеранів параметр щодо Юпітера — 3,208.